# Выборы в Национальную ассамблею Бутана (2018)
Очередные выборы в Национальную ассамблею Бутана прошли в 2018 году. Первый тур состоялся 15 сентября, а второй — 18 октября.
Правящая «Народно-демократическая партия» бывшего премьер-министра Церинга Тобгая заняла третье место в первом туре голосования, в итоге неожиданно не пройдя во второй тур.

## Электоральная система
Все 47 депутатов Национальной ассамблеи избираются по одномандатным округам. Сначала проводятся первичные выборы, на которых избиратели голосуют за партии. Затем две лучшие партии могут выставить кандидатов в основном (втором) туре голосования, в котором депутаты избираются с использованием голосования по принципу «первый прошедший».

## Результаты
|                                                                                                   |            |            |            |            |            |            |
| Партия                                                                                            | Первый тур | Первый тур | Второй тур | Второй тур | Второй тур | Второй тур |
| Партия                                                                                            | Голоса     | %          | Голоса     | %          | Места      | +/-        |
| Объединённая партия Бутана                                                                        | 92 722     | 31,85      | 172 268    | 54,95      | 30         | ▲30        |
| Партия мира и процветания                                                                         | 90 020     | 30,92      | 141 205    | 45,05      | 17         | ▲2         |
| Народно-демократическая партия Бутана                                                             | 79 883     | 27,44      |            |            | 0          | ▼32        |
| Бутанская партия всеобщего равенства                                                              | 28 473     | 9,78       | 0          | ▬0         |            |            |
| Всего                                                                                             | 291 098    | 100        | 313,473    | 100        | 47         | 0          |
| Зарегистрированных избирателей/явка                                                               | 438 663    | 66,36      | 438 663    | 71,46      | -          | -          |
| Источники: Избирательная комиссия Бутана (первый тур), Избирательная комиссия Бутана (второй тур) |            |            |            |            |            |            |